# Goczałków

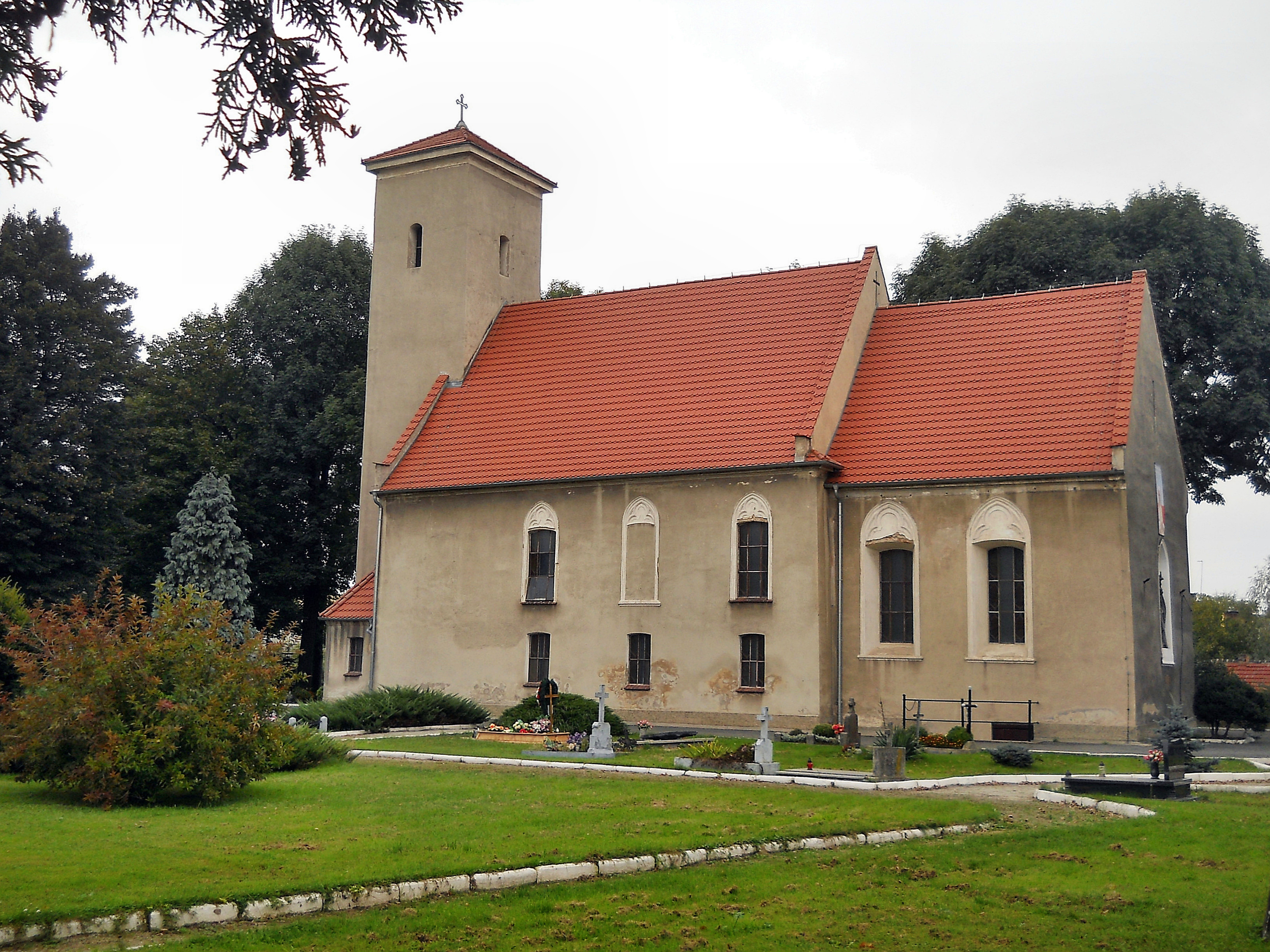
Pfarrkirche Christkönig

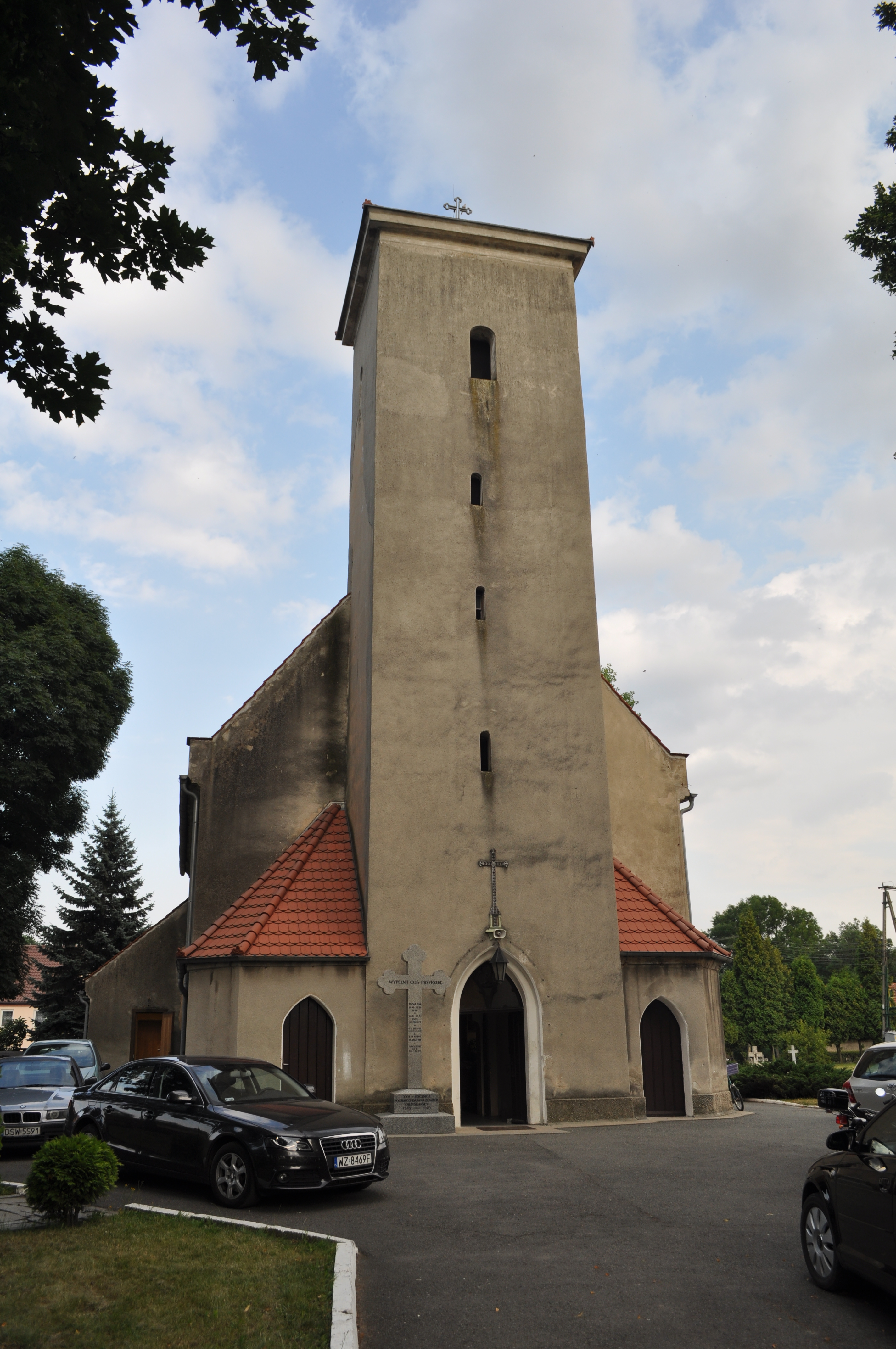
Kirchturm

Goczałków (deutsch: Gutschdorf) ist ein Dorf der Stadt- und Landgemeinde Strzegom (Striegau) im Powiat Świdnicki der Woiwodschaft Niederschlesien in Polen.

## Lage
Goczałków liegt etwa sechs Kilometer nördlich von Strzegom (Striegau). Nachbarorte sind Rogoźnica (Groß Rosen) im Westen, Targoszyn (Bersdorf) im Nordwesten, Goczałków Górny (Kohlhöhe) im Osten, Graniczna (Streit) im Südosten und Wieśnica (Fehenbeutel) im Süden.

## Geschichte
1376 wurde in einer Kardinals-Urkunde der „rector ecclesie in Gotscalei villa“ erstmals erwähnt. Die Kirche in Nieder-Gutschdorf ist später erloschen und mit Kirchhof und Glocken der evangelischen Gemeinde überwiesen worden. Anfang des 17. Jahrhunderts war der Grundherr Johann Hentschel auf Gutschdorf und Klein Rosen, welcher 1634 vom Kaiser Ferdinand III. ein Adelsbestätigungsdiplom erhielt. Seine später in den erbländisch-österreichischen Freiherrenstand erhobenen Nachkommen nannten sich Hentschel von Gutschdorf. Nach dem Ersten Schlesischen Krieg fiel Gutschdorf mit dem größten Teil Schlesiens 1741/42 an Preußen. Gutschdorf bestand vormals aus drei einzelnen Dörfern:
- Ober-Gutschdorf bzw. Kohlhöhe bestand 1785 aus einem herrschaftlichen Wohnhaus, einem Vorwerk, 22 Gärtnern, einer Windmühle und 77 evangelischen Einwohnern. Besitzer waren im 18. Jahrhundert: 1743 Gustav Wilhelm von Richthofen, 1751 Baron Samuel von Richthofen, 1755 Karl Ludwig Baron von Richthofen. 1845 zählte der Anteil im Besitz des Friedrich Karl Freiherr von Richthofen: 40 Häuser, ein Schloss, ein Vorwerk, 292 überwiegend evangelische Einwohner (15 katholisch), eine Windmühle, eine Brennerei, ein Wirtshaus, vier Handwerker, eine Ziegelei des Dominiums und 700 Merino-Schafe. Zur Gemeinde gehörte die Kolonie Sanderwald, auch Sanderhausen oder Sandvorwerk genannt.
- Mittel-Gutschdorf bestand 1785 aus einem Vorwerk, 21 Gärtnern, zwei Häuslern, einer Windmühle und 76 evangelischen Einwohnern. Besitzer waren im 18. Jahrhundert: 1742 Hans George von Loos, 1758 Johann Ernst Christoph Freiherr von Richthofen, letzterer verkaufte seinen Anteil 1781 an Karl Ludwig Freiherr von Richthofen. 1845 zählte der Anteil im Besitz von Friedrich Karl Freiherr von Richthofen: 41 Häuser, ein Vorwerk, 257 überwiegend evangelische Einwohner (zwei katholisch), eine evangelische Schule mit einem Lehrer unter der Kollatur der Grundherrschaft, ein Schankhaus mit eigener Brennerei, drei Handwerker, 700 Merino-Schafe und 91 Rinder. Die Schule wurde 1738 in Ober-Gutschdorf in einem Privathaus eröffnet. 1799 wurde neues Schulhaus in Mittel-Gutschdorf errichtet. Mitte des 19. Jahrhunderts wurde der Unterricht vormittags in Ober-Gutschdorf und nachmittags in Mittel-Gutschdorf abgehalten.
- Nieder-Gutschdorf bestand 1785 aus einer katholischen, bis 1653 evangelischen Kirche, einem Pfarr- und einem Schulhaus, einem Vorwerk, 22 Gärtnern, fünf Häuslern, einer Windmühle und 79 meist evangelischen Einwohnern. Besitzer waren im 18. Jahrhundert: 1742 Hans Sigmund von Schweinitz, 1768 kaufte es Karl Ludwig Freiherr von Richthofen.[2] 1845 zählte der Anteil im Besitz von Friedrich Karl Freiherr von Richthofen: 39 Häuser, ein Vorwerk, 234 überwiegend evangelische Einwohner (fünf katholisch), eine erloschene katholische Kirche (vormals Filialkirche von Striegau), eine Windmühle, eine Brennerei, eine Rossmühle, ein Wirtshaus, vier Handwerker und 600 Merino-Schafe. Das Gotteshaus nutzten Mitte des 19. Jahrhunderts die evangelischen Gemeinden von Mittel-, Nieder-. und Ober-Gutschdorf, sowie das evangelische Pfarramt von Groß-Rosen. Wobei der Gebrauch des örtlichen Wiedmuths mit Wiese und Wald bei dem katholischen Pfarrer in Striegau verblieb. Die Kirche stand damals unter dem Patronat des Dominiums.[3] Nach der Auflösung des Landkreises Striegau, wurde Gutschdorf 1932 dem Landkreis Schweidnitz zugeschlagen.

Als Folge des Zweiten Weltkriegs fiel Gutschdorf 1945 mit dem größten Teil Schlesiens an Polen. Nachfolgend wurde es in Goczałków umbenannt. Die deutschen Einwohner wurden – soweit sie nicht vorher geflohen waren – weitgehend vertrieben. Die neu angesiedelten Bewohner waren teilweise Zwangsumgesiedelte aus Ostpolen, das an die Sowjetunion gefallen war. Von 1975 bis 1998 gehörte Goczałków zur Woiwodschaft Wałbrzych (Waldenburg).

## Sehenswürdigkeiten
- Römisch-katholische Filialkirche Mariä Geburt, derzeit Pfarrkirche Christkönig (polnisch Kościół Chrystusa Króla), aus dem Anfang des 16. Jahrhunderts, 1850 umgebaut.